# Sebastian Schwarz
Sebastian Schwarz est un joueur allemand de volley-ball né le 2 octobre 1985 à Freudenstadt (arrondissement de Freudenstadt, dans le Land de Bade-Wurtemberg). Il mesure 2,03 m et joue passeur. Il totalise 157 sélections en équipe d'Allemagne.

## Clubs
| Club                  | De        | À         |
| --------------------- | --------- | --------- |
| VfB Friedrichshafen   | 2005-2006 | 2006-2007 |
| Pallavolo Reima Crema | 2007-2008 | 2007-2008 |
| Generali Haching      | 2008-2009 | 2009-2010 |
| Umbria Volley         | 2010-2011 | 2010-2011 |
| Pallavolo Padoue      | 2011-2012 | 2011-2012 |
| Sir Safety Pérouse    | 2012-2013 | 2012-2013 |
| Generali Haching      | 2013-2014 | ...       |

## Palmarès
- Ligue européenne (1)
  - Vainqueur : 2009
- Ligue des champions (1)
  - Vainqueur : 2007
- Championnat d'Allemagne (2)
  - Vainqueur : 2006, 2007
  - Finaliste : 2009, 2010
- Coupe d'Allemagne (4)
  - Vainqueur : 2006, 2007, 2009, 2010